# Wetta WorldWide
 (avril 2013).
Si vous disposez d'ouvrages ou d'articles de référence ou si vous connaissez des sites web de qualité traitant du thème abordé ici, merci de compléter l'article en donnant les références utiles à sa vérifiabilité et en les liant à la section « Notes et références ».
Wetta WorldWide est une maison d'édition fondée en 2004.
Elle change de nom en 2007 pour s'appeler plus simplement WETTA. 
Elle publie des comics américains, de la B.D. et des mangas en version française et introduit des formats inédits comme le coffret W-Box avec Batman/Tarzan.

## Publications

### Comics
- 2005 : Batman/Tarzan d'Igor Kordey et Ron Marz.
- 2005 : El Zombo Fantasma (Album + CD Audio 8 titres) de Kevin Munroe et Dave Wilkins.
- 2005 : Jingle Belle de Paul Dini en 2005.
- 2007 : Batman : Joker / Mask.
- 2007 : Green Lantern vs Aliens
- 2007 : TMNT chroniques des Tortues Ninja, volume 1
- 2007 : Billy the kid et la foire aux monstres de Eric Powell
- 2007 : Superman vs Aliens : Godwar
- 2008 : Kiss 4k (Album + W-Box + Art-of)
- 2008 : Destination finale: vacances mortelles, acte 1
- 2008 : Seven: au commencement, livre 1
- 2008 : TMNT chroniques des Tortues Ninja,volume 2
- 2008 : Kiss 1977
- 2008 : Superman & Madman:Hullabaloo!
- 2008 : Gene Simmons house of horrors
- 2008 : Batman vs Predator
- 2009 : TMNT chroniques des Tortues Ninja,volume 3
- 2009 : Kiss Merry Kissmas Set
- 2009 : Kiss 1978
- 2009 : The Keep, La Forteresse Noire
- 2009 : Superman vs Aliens, Premier contact
- 2010 : Kiss Rediscovery: special Mr Speed
- 2010 : Hero By Night
- 2010 : Scarface,marqué a vie
- 2010 : Method Man
- 2010 : TMNT chroniques des Tortues Ninja,volume 4
- 2010 : Kiss Rediscovery 2: le retour des fantômes !
- 2010 : Tupac Shakur: sans concession
- 2010 : Destination finale: vacances mortelles, acte 2

- Hack/Slash, série :
  - 2006 : Tome 1

- Zombie Highway, série de Jason Pell :
  - 2007 : Tome 1 : départ arrêté
  - 2008 : Tome 2 :en roues libres

- King Cop,série :
  - 2007 : Tome 1

- Série Aliens, série :
  - 2005 : Aliens : Pig+Purge
  - 2005 : Aliens : Stalker+Wraith
  - 2006 : Aliens : Labyrinth de Jim Woodring
  - 2007 : Aliens : Salvation de Mike Mignola et Dave Gibbons
  - 2007 : Aliens vs Predator vs Terminator
  - 2008 : Aliens vs Predator Eternal

### B.D.
- 2007 : Patrick, petit garou (a.k.a. Patrick the wolf boy).
- 2007 : Gaturro de Nik (série en cours).
- 2007 : the Black Beach,volume 1 &2 de Robert Labs.

### Manhwa
- Blanche, série de Songgu Kwon, 
  - 2005 : Tome 1
  - 2008 : Tome 2 (a paraitre)